# Afeworq Gebre Eyesus
Afeworq Gebre Eyesus (Ge'ez: አፈወርቅ ገብረኢየሱስ) est un écrivain éthiopien né le 10 juillet 1868, à Zegé, sur le rivage sud du Lac Tana, et mort le 25 septembre 1947. Il est considéré comme l'auteur du premier roman éthiopien en 1908.

## Œuvres
- ልብ ወለድ ታሪክ ። (Libb Walled Tarik). Rome 1908.
- ዳግማዊ ምኒልክ ንጉሠ ነገሥት ዘኢትዮጵያ ። (Dagmawi Menilik Negusse Negest ze-'Ityoṗia) Vie de Ménélik II. Rome 1909, Dire Dawa 1919.

### Short stories
- እውነት ተመዶሻው ነው (Iwenet Temedoshowe Nowe), 1898
- አጤ ፋሲል (Aṭé Fāsil).

### Ouvrages linguistiques
- Manuale di conversazione italiano-amarico con la pronuncia figurata. Rome 1905.
- Grammatica della lingua amarica. Metodo practico per l'insegnamento. Rome 1905.
- Guide du voyageur en Abyssinie. Rome 1908.
- Il verbo amarico. Rome 1911.